# Oxyhaloa lukjanovi
Oxyhaloa lukjanovi är en kackerlacksart som beskrevs av Adelung 1905. Oxyhaloa lukjanovi ingår i släktet Oxyhaloa och familjen jättekackerlackor. Inga underarter finns listade i Catalogue of Life.